# Spes Aedificandi
Spes Aedificandi (в превод от латински: Надеждата за изграждане) е апостолическо писмо motu proprio на папа Йоан Павел II, от 1 октомври 1999 г., с коeто Света Катерина Сиенска, Света Бригита, и Света Тереза Бенедикта а Крус, се обявяват за съпокровители на Европа.